# Chacona en re menor (Pachelbel)
La chacona en re menor ( PWC 41, T. 204, PC 147, POP 14) es una chacona de órgano de Johann Pachelbel . Es una de las seis chaconas supervivientes del compositor y una de sus obras para órgano más conocidas.
La chacona sobrevive en un solo manuscrito, el famoso Andreas Bach Buch compilado por Johann Christoph Bach (1671-1721), el hermano mayor de Johann Sebastian Bach . Johann Christoph estudió con Pachelbel entre 1685 y 1688, y posiblemente más tarde; se hicieron amigos cercanos. Sin embargo, Andreas Bach Buch contiene solo seis obras de Pachelbel, evidentemente porque Johann Christoph tenía muchas otras copias de las obras de Pachelbel. En una anécdota contada con frecuencia, uno de esos manuscritos, que contenía obras de Froberger, Kerll y Pachelbel, fue estudiado por el joven Johann Sebastian Bach, en secreto y de noche, porque Johann Christoph le prohibiría usar los manuscritos. Que solo haya una copia existente de Chaconne en re menor es típico de la transmisión de las chaconnes de Pachelbel. Todos menos uno ( Chaconne in D major, PWC 40, T. 203, PC 145, POP 13) se transmiten de manera similar en copias individuales.
No se sabe nada sobre la fecha de composición de la pieza. El Andreas Bach Buch probablemente se compiló a principios del siglo XVIII, posiblemente entre 1707 y 1713, aunque estas fechas no son seguras. La chacona en re menor puede representar una etapa posterior de desarrollo en el estilo de Pachelbel, similar a las cuatro toccatas de Pachelbel conservadas en ABB, todas las cuales parecen ser obras tardías.
La chacona comprende un tema (8 compases) y 16 variaciones, la última de las cuales es una repetición casi exacta del tema. Esta pieza es única entre las obras de ostinato de Pachelbel en que el patrón de bajo se conserva a lo largo de la obra sin alteraciones (excepto por una modificación menor en la variación 8). Las variaciones no son variaciones melódicas reales basadas en el tema, sino material libre basado en las armonías proporcionadas por el bajo. El proceso, que también sirve como base de algunas de las otras chaconas de Pachelbel, se ha descrito así: "las armonías se diseccionan a través de una asombrosa, aunque controlada, profusión de dispositivos". Todas las variaciones continúan evolutivamente una dentro de otra, haciendo de la pieza la chacona estructuralmente más sofisticada de Pachelbel. De las otras cinco piezas de ostinato, solo Chaconne en fa menor se acerca a este diseño.
Junto con la chacona en fa menor, la chacona en re menor anticipa una serie de características que se encuentran en la famosa Passacaglia y fuga en do menor de Johann Sebastian Bach, BWV 582. Esto incluye varios detalles melódicos y estructurales. Por ejemplo, las figuras de "dáctilo" de la primera variación de la obra de Pachelbel se encuentran en el passacaglia de Bach desde el compás 32 en adelante, al igual que la "repetición modificada" escrita de la segunda variación.